# Rua do Rosário
A Rua do Rosário é um arruamento nas freguesias da Miragaia e Cedofeita da cidade do Porto, em Portugal.

## Origem do nome
O nome do arruamento fica a dever-se ao negociante Domingos de Almeida, tio de Almeida Garrett, que viveu no local e era proprietário dos terrenos do atual arruamento. O negociante era devoto de Nossa Senhora do Rosário, ao ponto de alterar o seu nome para Domingos do Rosário de Almeida.

## História
Na esquina deste arruamento com a rua de Dom Manuel II, está um antigo edifício que foi erguido para instalar o "Hotel do Louvre" que albergou o imperador Pedro II do Brasil e a imperatriz Teresa Cristina de Bourbon-Duas Sicílias, na visita que efetuaram à cidade do Porto, em fevereiro de 1872. No final da sua estadia, o imperador recusou-se a pagar a conta de 4.500 réis por a achar excessiva. 
O mesmo edifício foi, durante muitos anos, a sede do prestigiado Cineclube do Porto.